# Hautkrankheit

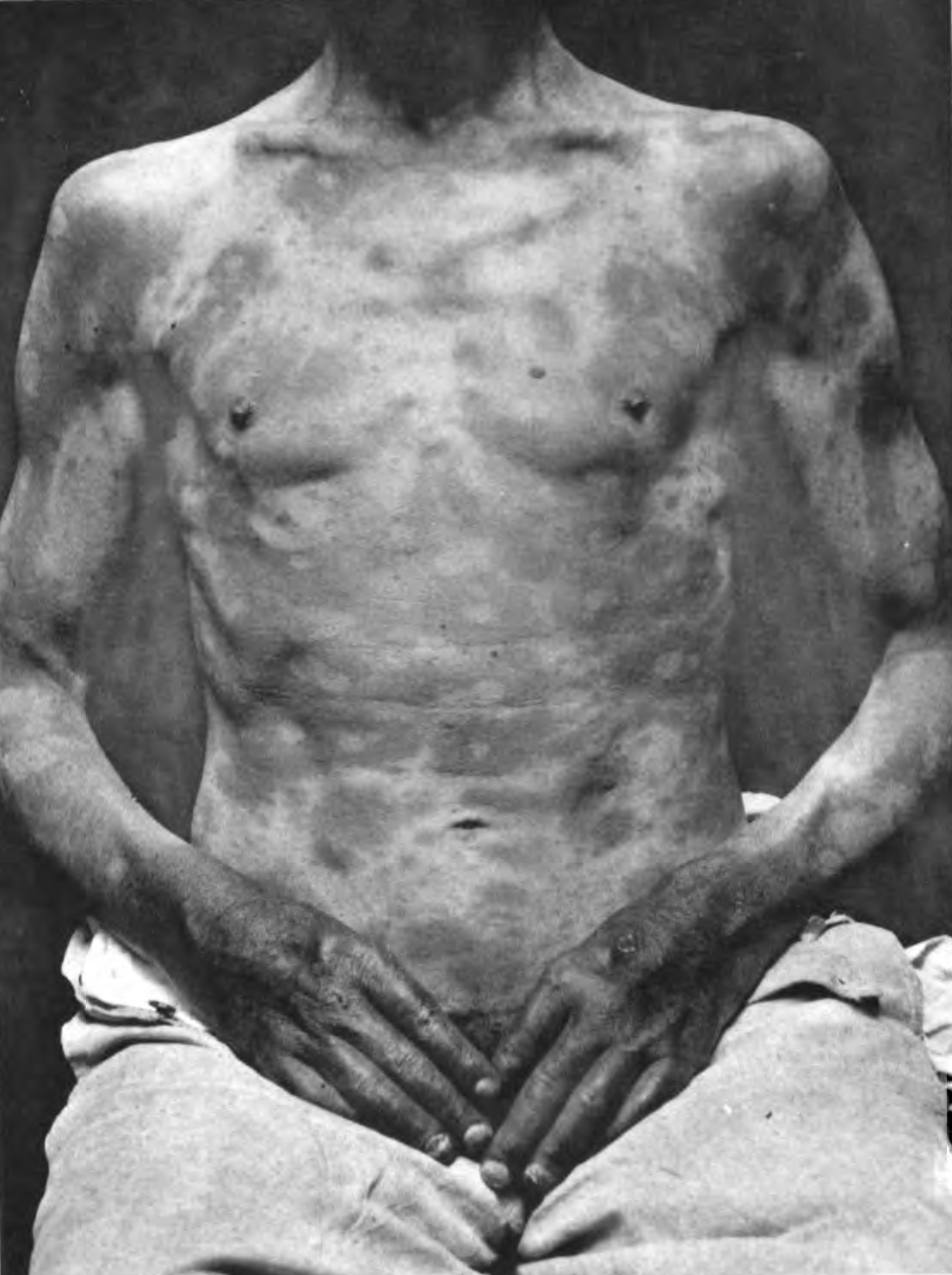
Lepra maculosa

Eine Hautkrankheit oder Hauterkrankung (medizinische Bezeichnungen: Dermatose, Dermatopathie, Dermopathie) ist eine Erkrankung der Haut. Hautkrankheiten werden insbesondere von einem Dermatologen (Hautarzt) behandelt.
Auch Erkrankungen der Hautanhangsgebilde (Haare, Nägel, Talg- und Schweißdrüsen) werden zu den Hautkrankheiten gezählt, da diese auch als Adnexorgane bezeichneten Strukturen epidermaler Abstammung sind, auch wenn sie zum Teil tief in der Dermis liegen.
Dermatologen behandeln an einigen Zentren auch AIDS, als Venerologen auch die klassischen Geschlechtskrankheiten wie die Syphilis, da sich diese Erkrankungen auch an der Haut manifestieren, allerdings keine Hauterkrankungen im eigentlichen Sinn darstellen. Andererseits werden auch Erkrankungen aus dem Bereich der Phlebologie oder Angiologie mit den dadurch entstehenden Hautsymptomen wie dem Ulcus cruris hier eingeordnet.
Kein anderes Organ des menschlichen Körpers weist eine so hohe Zahl an krankhaften Veränderungen auf wie die Haut, da die Haut u. a. als Grenzorgan des menschlichen und tierischen Körpers vielfältigsten Einflüssen von innen und von außen ausgesetzt ist.

## Dermatologische Krankheiten

### Symptome und Beschwerden

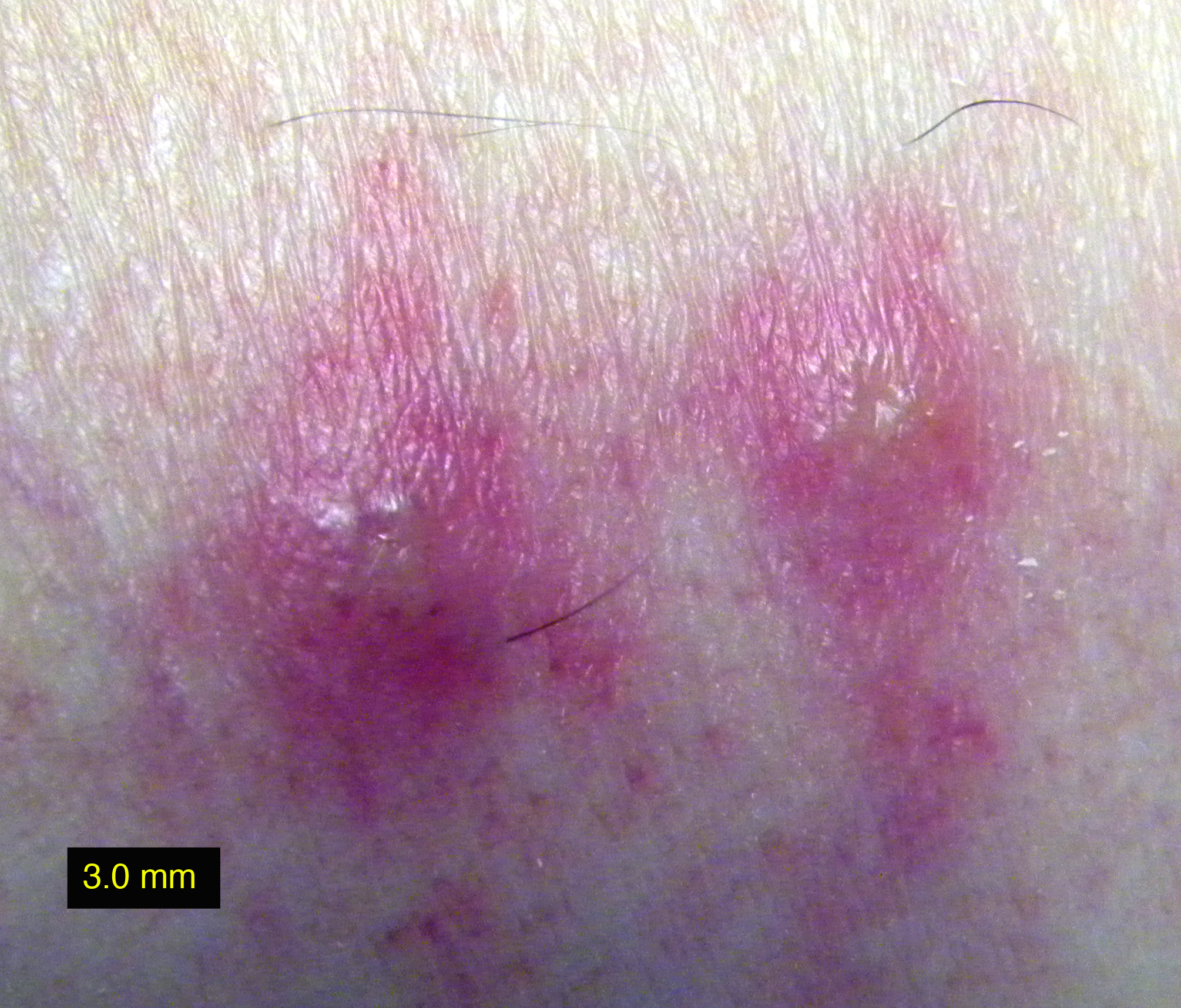
Grasmilbenbisse an menschlichem Unterschenkel

Viele Hautkrankheiten machen auf sich aufmerksam, weil die Haut an der Stelle anders aussieht als gesunde Haut. Man spricht auch von Effloreszenzen. Dabei unterscheidet man die Primäreffloreszenzen wie zum Beispiel Fleck (Macula), Knötchen (Papel), Eiterknötchen (Pustel), Quaddel (Urtica), Knoten (Nodus) oder Plaque von den Sekundäreffloreszenzen wie zum Beispiel Kruste, Risse (Fissur, Rhagade), Hautschuppen (Squama), Ulcus. Manche dieser Effloreszenzen sind ansonsten nicht auffällig, andere hingegen verursachen auch starkes Missempfinden (Juckreiz, Brennen, Schmerzen).

### Ursachen
Wie schon oben aufgeführt gibt es viele unterschiedliche Ursachen für Hautkrankheiten, die zudem auch noch zusammenwirken können, um eine Hautkrankheit auszulösen. So haben viele Menschen eine erbliche Veranlagung für die Entstehung von Schuppenflechte oder dem atopischen Ekzem (Neurodermitis), verstärkt werden kann dies aber z. B. durch Stress oder eine andere Infektion, zudem kann sich der Verlauf der Krankheit wiederum durch eine bakterielle oder virale Infektion verschlimmern. Um 1845 förderte Pierre Antoine Ernest Bazin die Lehre von den konstitutionellen Dermatosen. Bei vielen Hautkrankheiten weiß man immer noch nicht über den genauen Entstehungsmechanismus Bescheid, wobei in vielen Fällen Regulationsstörungen des Immunsystems sowie der Apoptose als Ursache gelten.

### Folgen und Komplikationen
Genauso breit wie das Spektrum der Hautkrankheiten selbst ist auch das Spektrum der Schweregrade von Hautkrankheiten.
Es gibt viele „Hautkrankheiten“, die z. B. nur kosmetisch störend, sonst aber völlig harmlos sind (z. B. seborrhoische Keratose oder „Alterswarze“).
Entzündliche Hautkrankheiten (Dermatitiden) stören oft durch Juckreiz oder Schmerzen. Zudem steigt bei vielen Patienten die psychische Belastung, weil sie durch die Hautkrankheit sehr stigmatisiert werden.
Einige Hautkrankheiten, wie z. B. Hautkrebs, können unbehandelt zum Tode führen; der schwarze Hautkrebs (Malignes Melanom) ist in einigen Fällen auch trotz adäquater Behandlung nicht heilbar. Auch können viele Hautkrankheiten sehr schwerwiegende Therapien nach sich ziehen, die dann wiederum durch ihre Nebenwirkungen problematisch werden.

### Behandlung
Leichtere Hautkrankheiten (wie zum Beispiel allergischer Ausschlag) können mit entzündungshemmenden Salben oder Cremes behandelt werden. Manche dieser Salben enthalten desinfizierende Bestandteile oder Kortison und sollten wegen ihrer Nebenwirkungen nur kurzzeitig angewandt werden. Der Vorteil ist, dass der Wirkstoff nur dort wirkt, wo er benötigt wird; zudem können durch die richtige Wahl der Grundlage (Salbe, Creme, Paste, Lösung, Lotion) zusätzliche Wirkungen erzielt werden.
Schwerwiegendere Hautkrankheiten sprechen oft auf eine alleinige Lokaltherapie mit Salben oder Cremes nicht an. Hier werden auch systemische Medikamente, z. B. in Tablettenform, verwendet, die Nebenwirkungen haben können. Auch Infektionskrankheiten der Haut durch Bakterien oder Viren erfordern die bereits in den 1950er Jahren (etwa mit Penicillin oder Aureomycin) durchgeführte Gabe von Antibiotika oder ähnlichen Mitteln.
Hautkrebs wird oft operiert, in fortgeschrittenen Fällen auch bestrahlt oder mit Chemotherapie behandelt.